# 12834 Бомбен
12834 Бомбен (12834 Bomben) — астероїд головного поясу, відкритий 4 лютого 1997 року.
Тіссеранів параметр щодо Юпітера — 3,665.